# Austrodrillia beraudiana
Austrodrillia beraudiana é uma espécie de gastrópode do gênero Austrodrillia, pertencente a família Horaiclavidae.